# منتخب ليسوتو لكرة القاعدة
منتخب ليسوتو لكرة القاعدة (بالإنجليزية: Lesotho national baseball team) هو ممثل ليسوتو الرسمي في المنافسات الدولية في كرة القاعدة
.